# Igreja Cristã Palmariana
A Igreja Palmariana dos Carmelitas da Santa Face (em castelhano:  Iglesia Cristiana Palmariana de los Carmelitas de la Santa Faz), comumente chamada de Igreja Palmariana, é uma igreja católica independente que se autodeclara a sucessora da Igreja Católica Romana, tendo seu próprio papa e sé episcopal no município de El Palmar de Troya, Espanha.
A Igreja Cristã Palmariana considera o Papa Paulo VI (a quem venera como mártir espiritual) e seus predecessores como verdadeiros papas, mas sustentam, com base em supostas aparições marianas, que o papa de Roma está excomungado e que a Santa Sé, desde 1978, foi transferida para o povoado andaluz de El Palmar de Troya.
A Igreja Cristã Palmariana teve quatro pontífices desde o seu estabelecimento, considerados antipapas pela Igreja Católica. O primeiro, Clemente Domínguez y Gómez (Gregório XVII), que se autodeclarou papa em 6 de agosto de 1978 e comandou a igreja até sua morte em 2005. O segundo, Manuel Corral (Pedro II), cofundador da Ordem dos Carmelitas da Santa Face, que sucedeu Domínguez em 2005 e liderou a igreja até sua morte em julho de 2011, e foi sucedido pelo te por Ginés de Jesús Hernández (Gregório XVIII) naquele mesmo ano, mas Hernández renunciou em 2016 para se casar com uma ex-freira palmariana. Ele foi sucedido por Markus Joseph Odermatt (Pedro III).

## Ritos
A Igreja Palmariana não celebra a Missa Tridentina, instituída pelo Papa São Pio V, como a maioria dos grupos tradicionalistas católicos costuma fazer. De acordo com uma série de historiadores, jornalistas e pesquisadores, no ano de 1983, Clemente inventou um novo ritual que se resume somente à consagração da hóstia e do vinho e à comunhão do celebrante e dos fiéis. Esta missa curta dura quase cinco minutos, e os sacerdotes palmarianos celebram atualmente doze missas de uma só vez no intervalo de uma hora, a este conjunto de "missas" palmarianas, dá-se o nome de Turno de Missas. Ainda segundo os referidos estudiosos e seus trabalhos, outra particularidade dessa Igreja é a da sua crença na presença real da Virgem Maria na Eucaristia. Para os palmarianos, a Virgem está presente com Jesus Cristo na hóstia consagrada e deve, por isso, ser igualmente adorada no Santíssimo Sacramento do altar. Também cultuam o cordeiro de ouro, imagem que está presente no trono papal do altar-mor da Basílica do Palmar de Troya.

## Papas Palmarianos

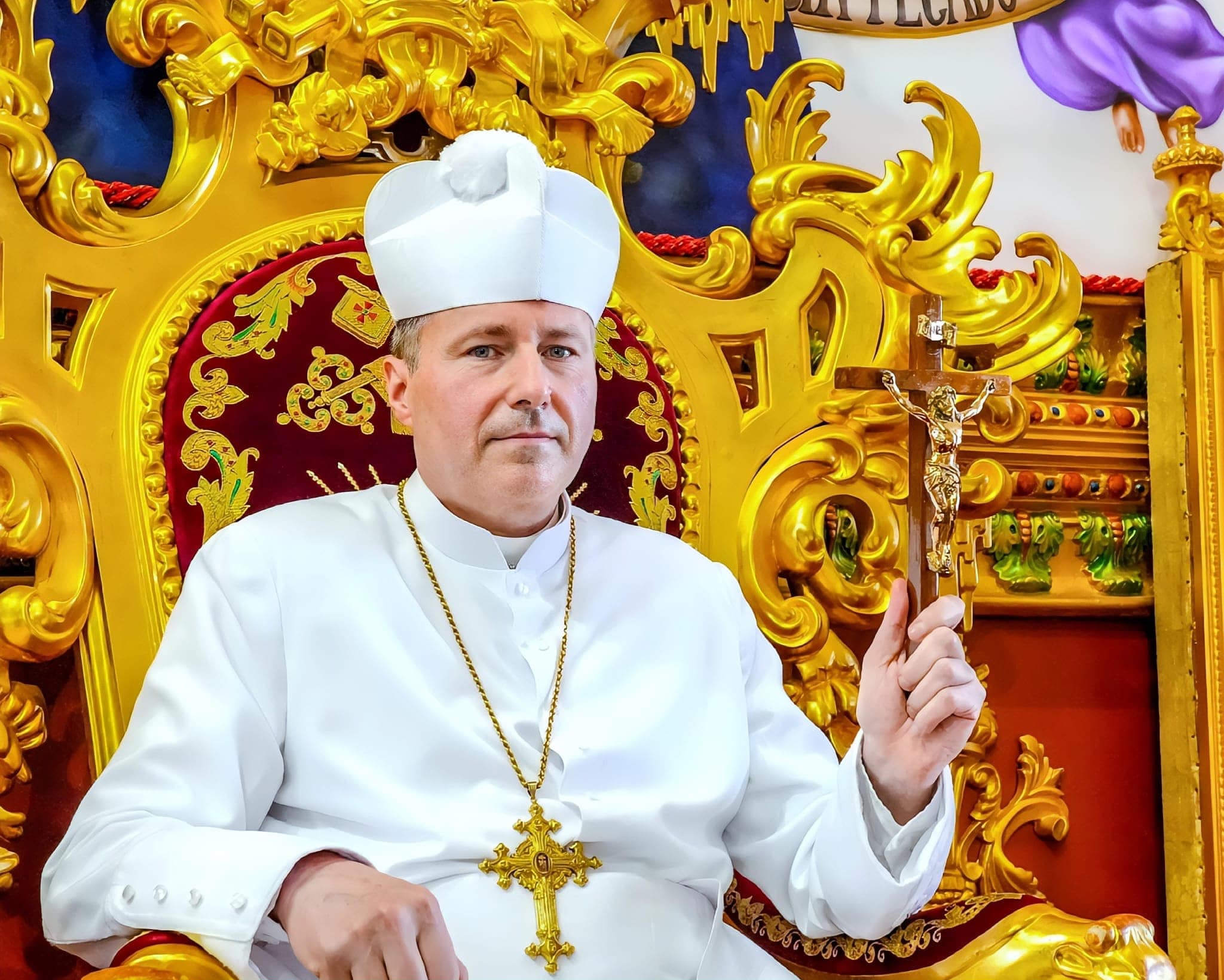
Pedro III, atual líder da Igreja Palmariana, com o barrete branco.

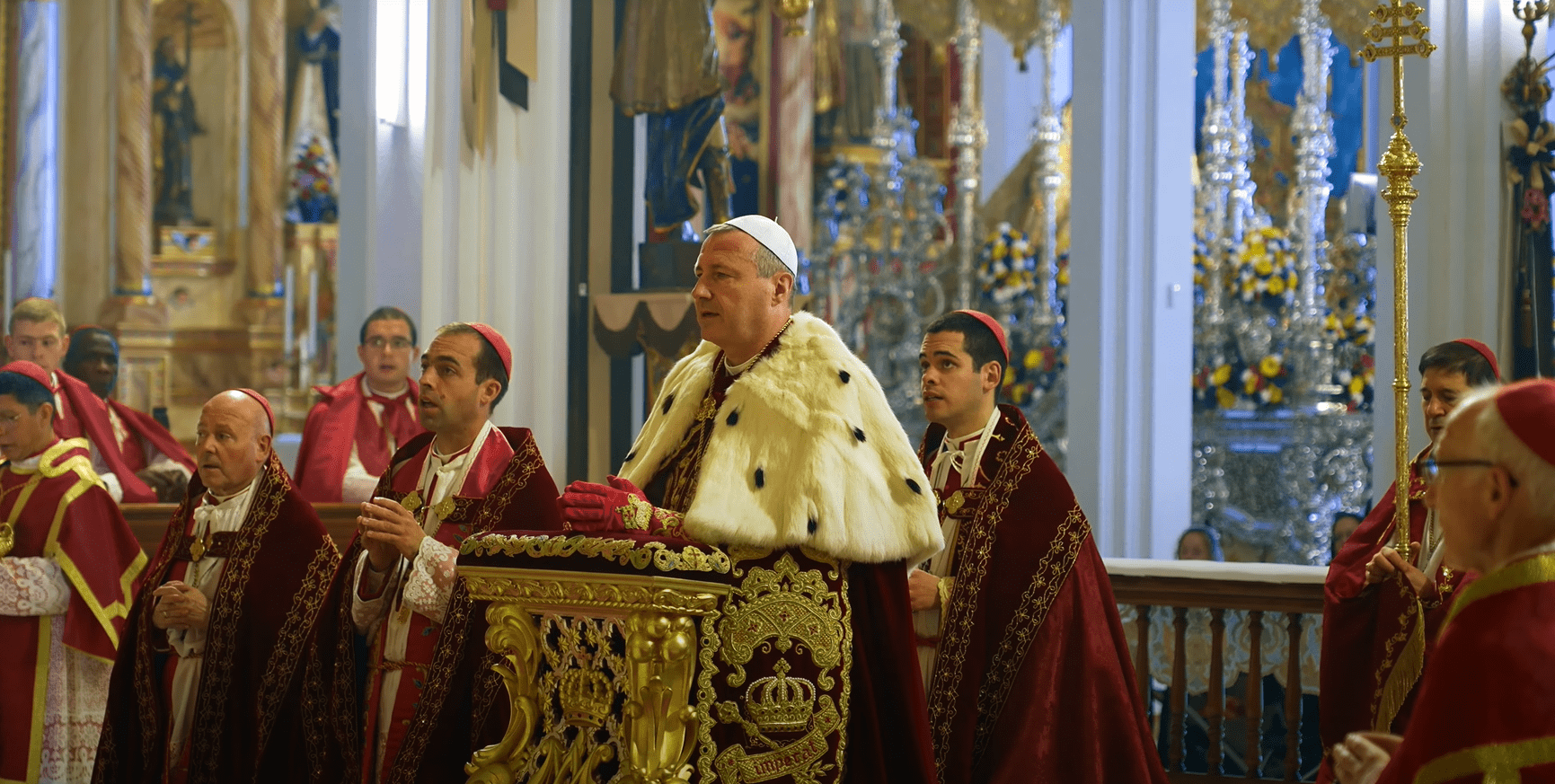
Missa Pontifical celebrada por Pedro III.

Os seguidores do Palmar de Troya aceitam a sucessão convencional dos papas romanos até Paulo VI, mas rejeitam a sucessão ocorrida depois dele. Até 2016, nenhum dos sucessores de Gregório XVII foi eleito por um conclave, mas foram apontados diretamente por seus predecessores. O papa palmariano eleito é geralmente o Bispo Secretário de Estado da Igreja, segunda pessoa mais importante na hierarquia dessa religião.
| Nome papal     | Nome pessoal                   | Pontificado                                          |
| -------------- | ------------------------------ | ---------------------------------------------------- |
| Gregório XVII  | Clemente Domínguez Gómez       | 15 de agosto de 1978 – 22 de março de 2005 (26 anos) |
| Pedro II       | Manuel Alonso Corral           | 22 de março de 2005 – 15 de julho de 2011 (6 anos)   |
| Gregório XVIII | Ginés Jesús Hernández Martinez | 23 de julho de 2011 – 22 de abril de 2016 (5 anos)   |
| Pedro III      | Joseph Odermatt                | 23 de abril de 2016 – presente (9 anos)              |

## Santos da Igreja Palmariana
A Igreja Palmariana reconhece todos os canonizados pela Igreja Católica até a morte de Paulo VI, em 6 de agosto de 1978. A partir de desta data, não reconhece nenhuma canonização nem beatificação realizada pela Igreja Católica Romana, pois começou a canonizar seus próprios santos. Como exemplos de santos palmarianos, podem-se destacar: 
- São Francisco Franco;[3][4][5][6]
- São Luis Carrero Blanco;[3][4][5]
- São José Antonio Primo de Rivera;[3][4][5]
- São Josemaría Escrivá de Balaguer;[3][4][5]
- São José Calvo Sotelo;[3]
- São Cardenal Cisneros;[3]
- Santo Pelágio das Astúrias;[3]
- São Cristóvão Colombo;[7]
- Trezentos mil mártires da Guerra Civil Espanhola;
- São Gregório XVII;
- São Pedro II;
- São Pierre Martin Ngô Đình Thục;
- São Paulo VI.